# جزیره هاولند
جزیره هاولند (به انگلیسی: Howland Island) یک جزیره مرجانی غیرمسکونی است که با فاصله کمی در شمال خط استوا و درمیان اقیانوس آرام جای دارد.
هاولند یکی از جزایر نُه‌گانه کوچک حاشیه‌ای ایالات متحده به‌شمار می‌شود.
این جزیره در ۳٬۱۰۰ کیلومتری جنوب غربی هونولولو قرار دارد.
این جزیره در سال ۱۸۴۲ توسط George E. Netcher کشف شد

## املیا ارهارت

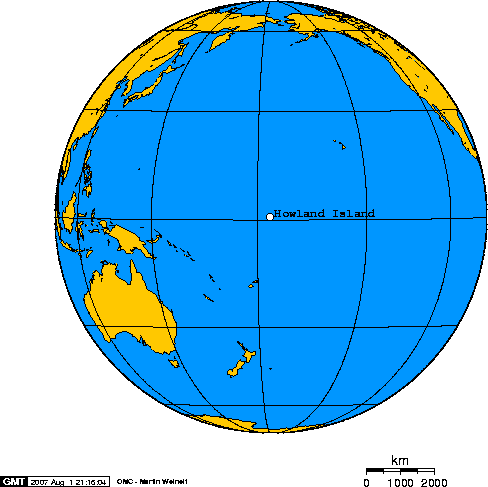
هاولند بر روی نقشه کره زمین

هاولند بیشتر به‌خاطر ناپدید شدن آملیا ایرهارت خلبان زن آمریکایی در نزدیکی این جزیره شناخته شده‌است. او در سال ۱۹۳۷ قصد داشت عرض اقیانوس آرام را با هواپیما طی کند. بقایای جسد او و هواپیمایش تاکنون یافت نشده‌اند و کماکان جستجوها در نزدیکی جزیره ادامه دارد.

## نگارخانه

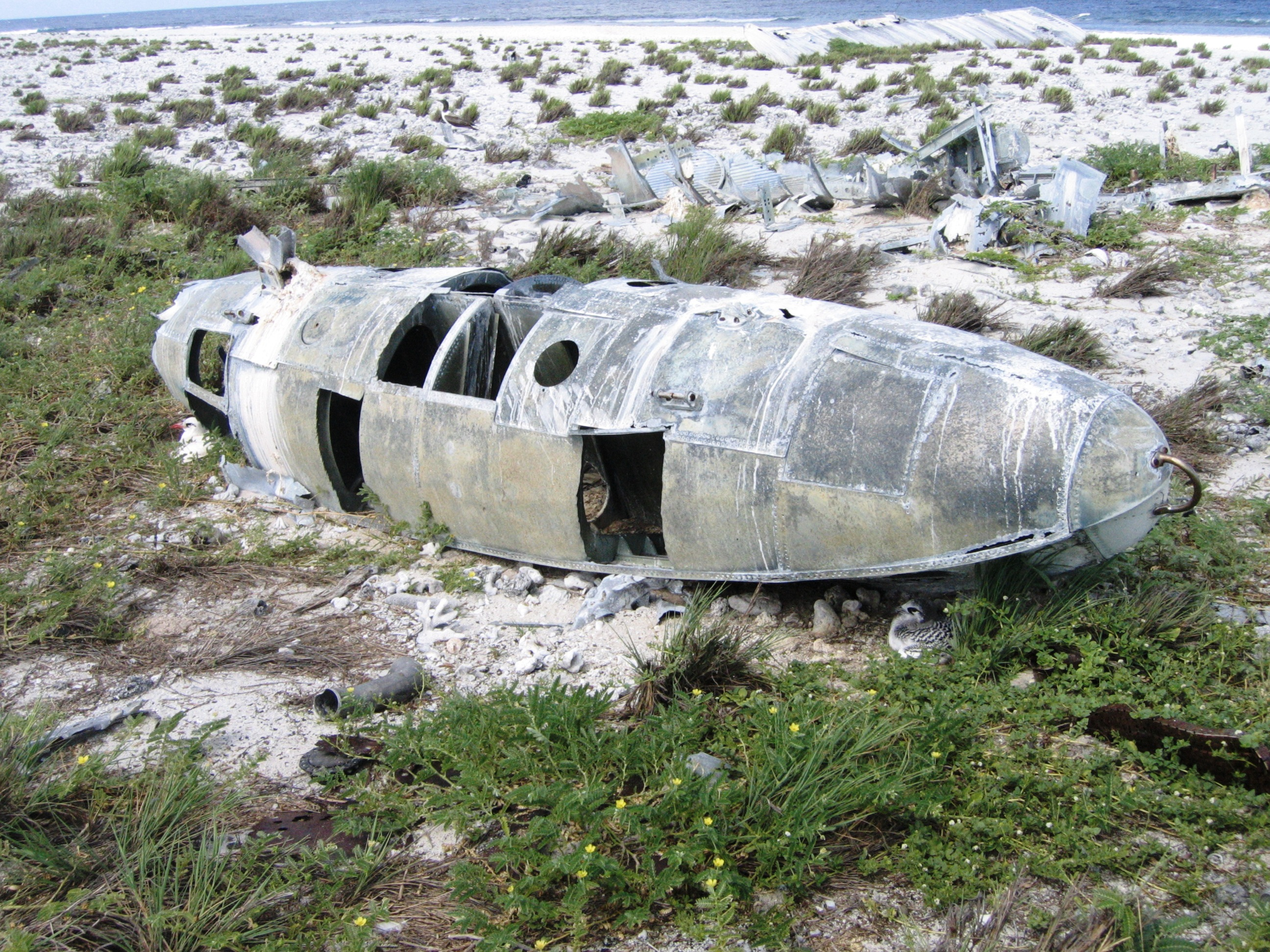
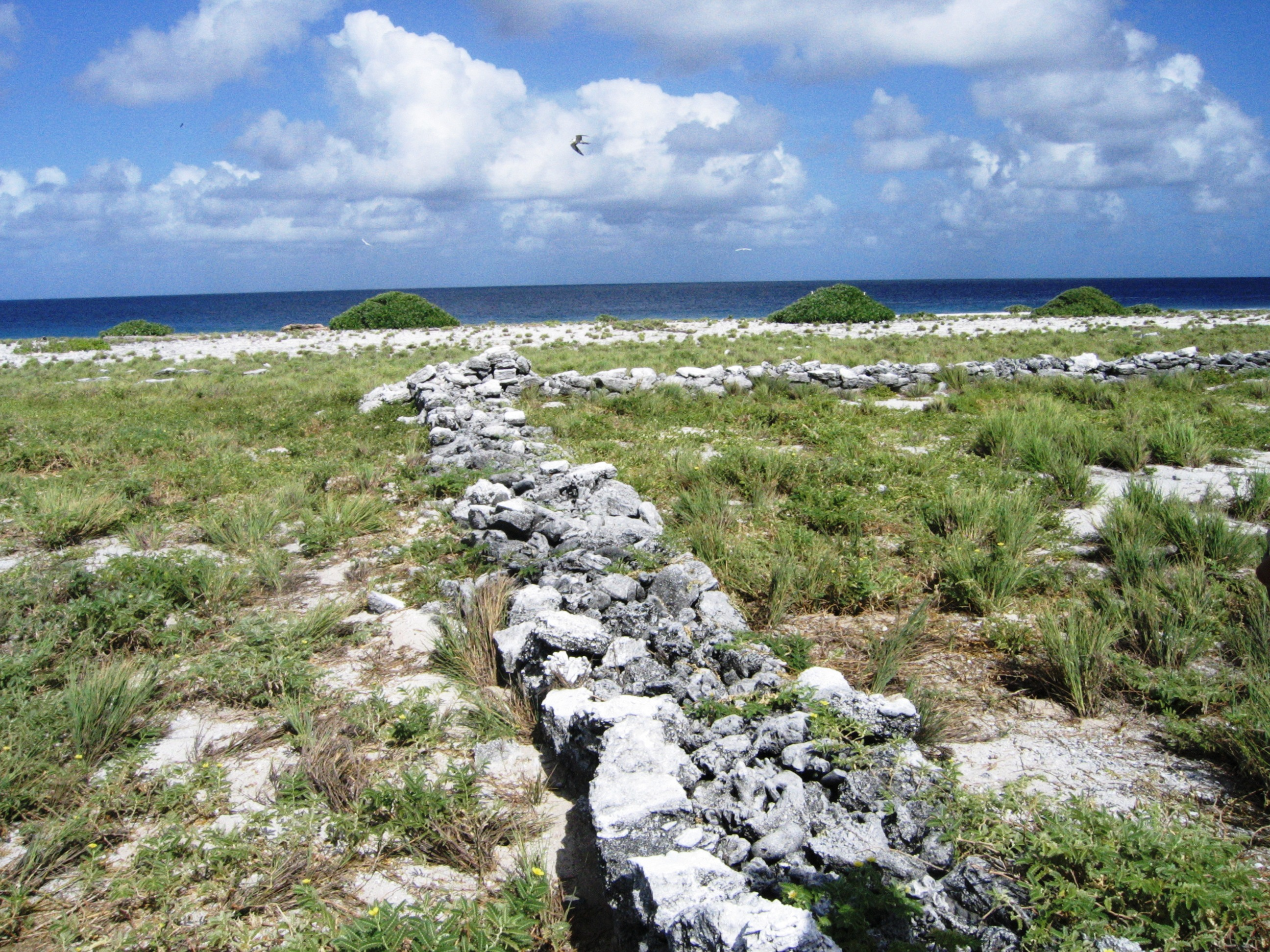
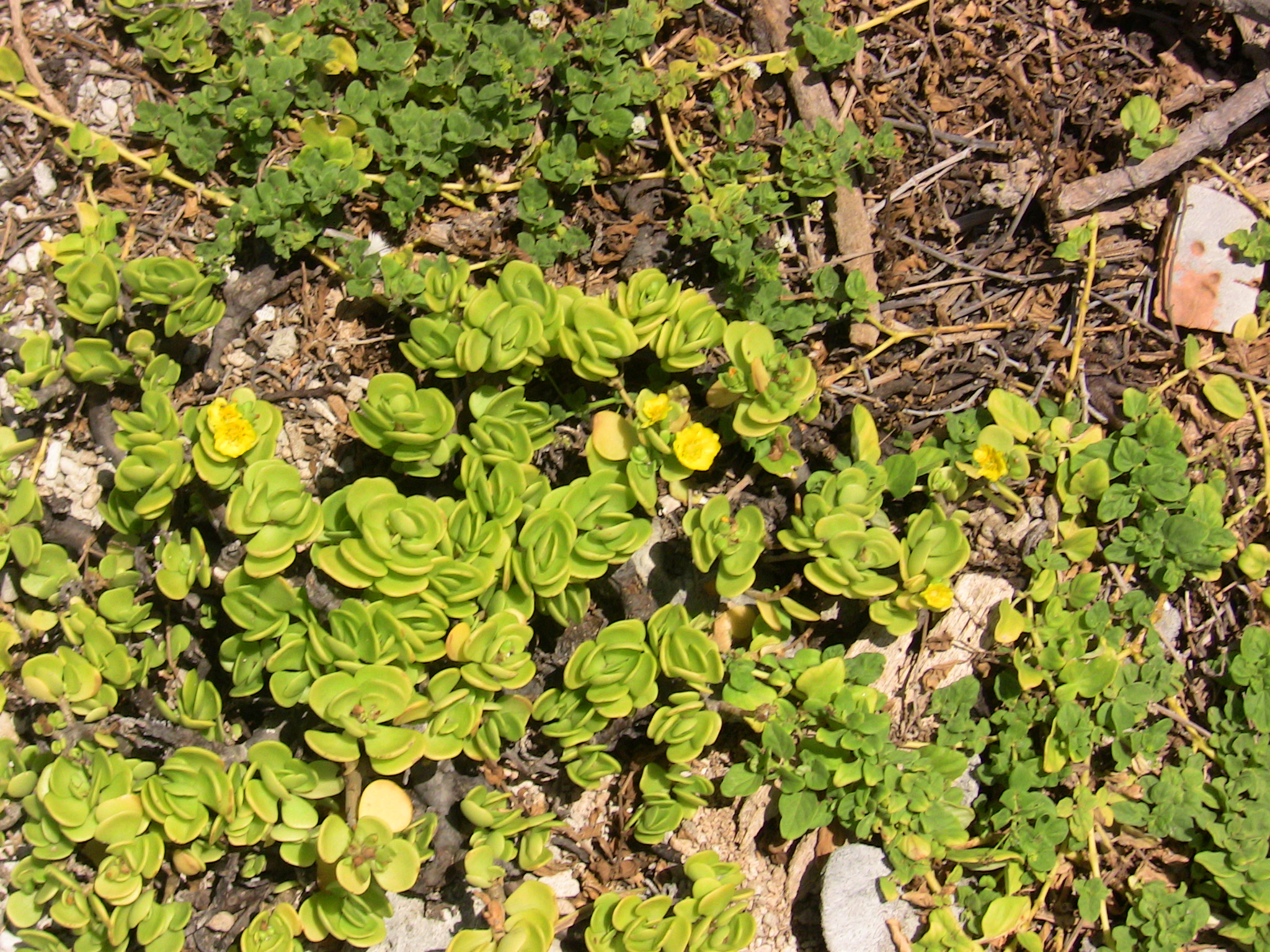
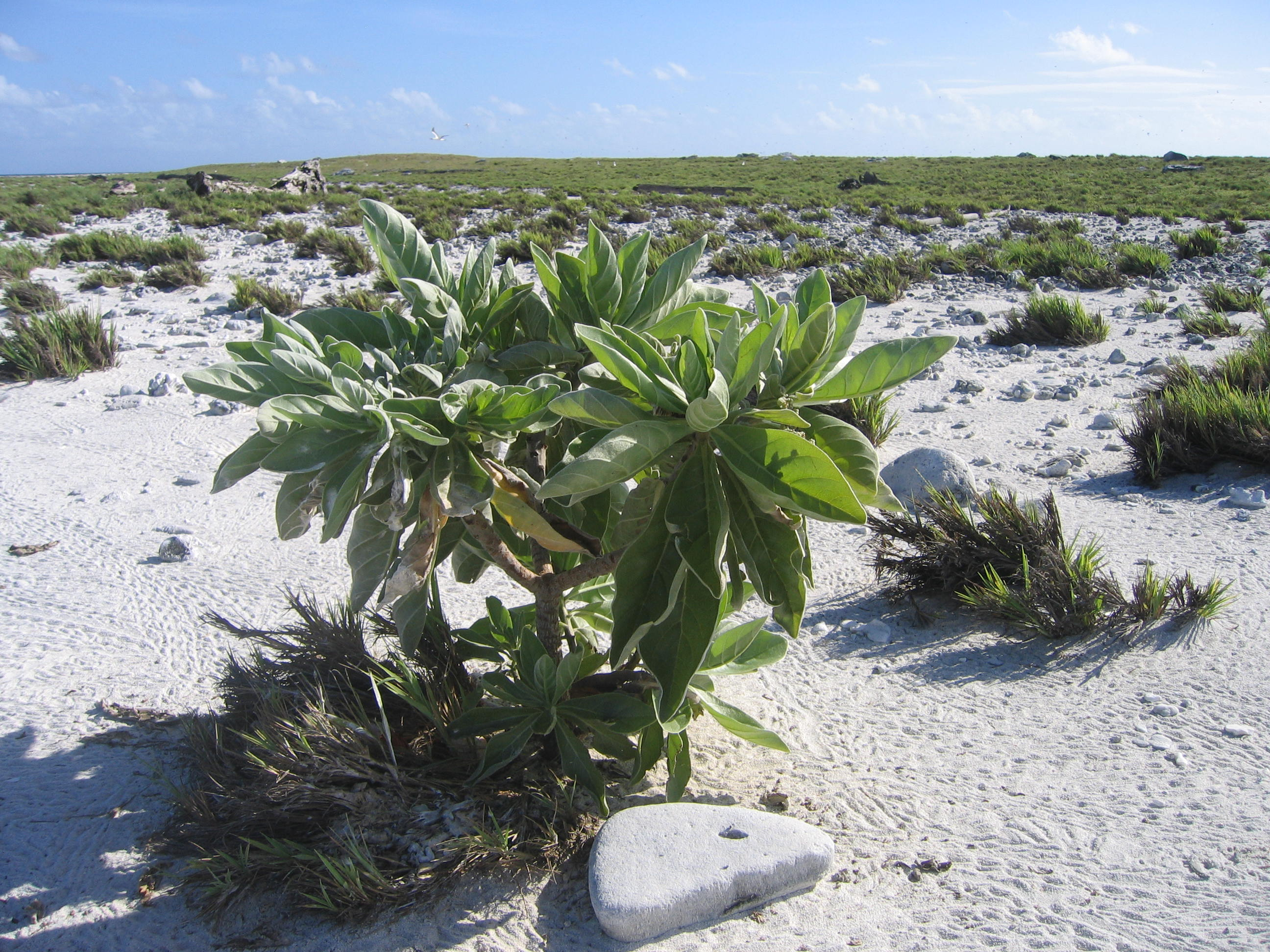
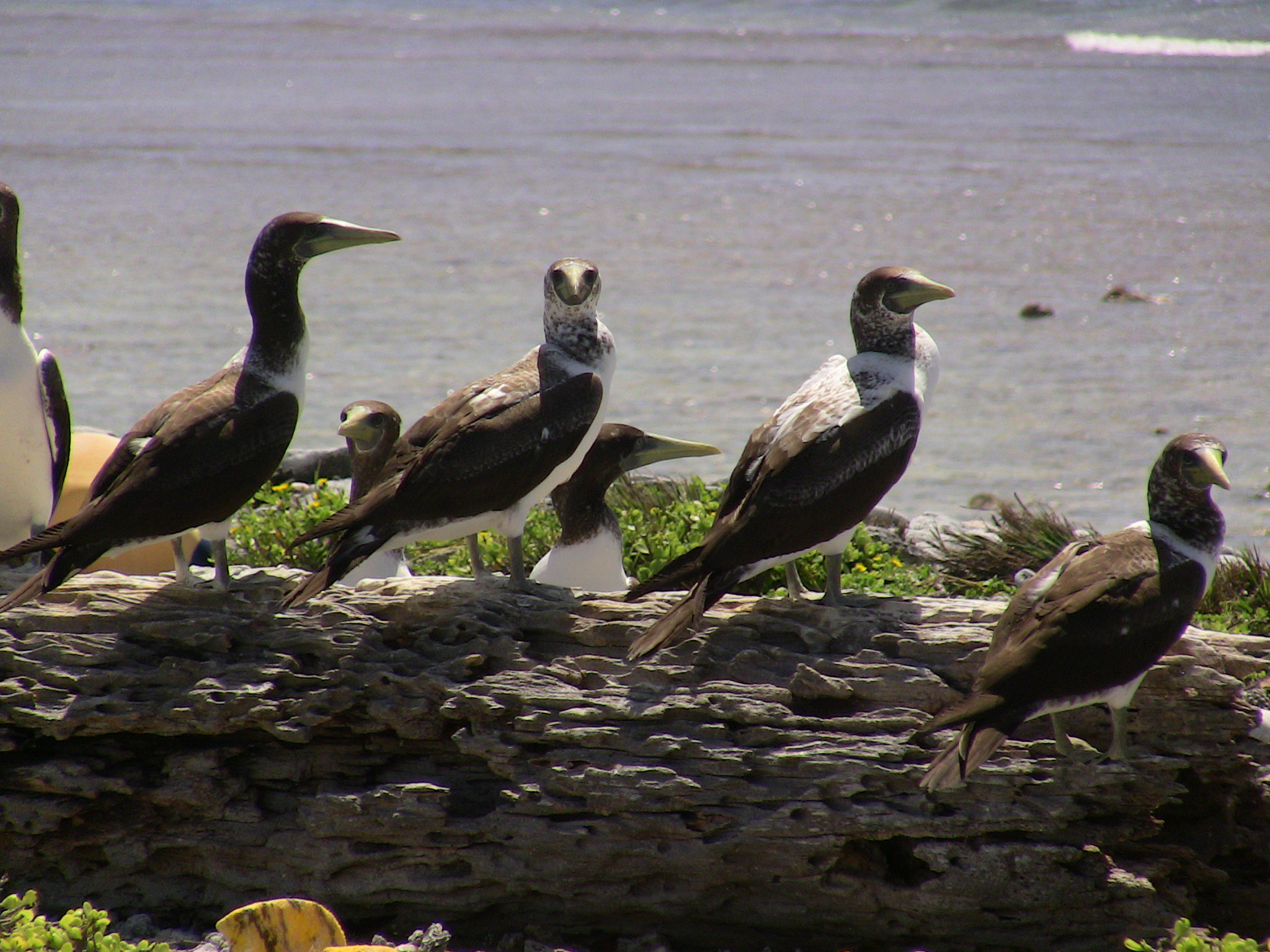
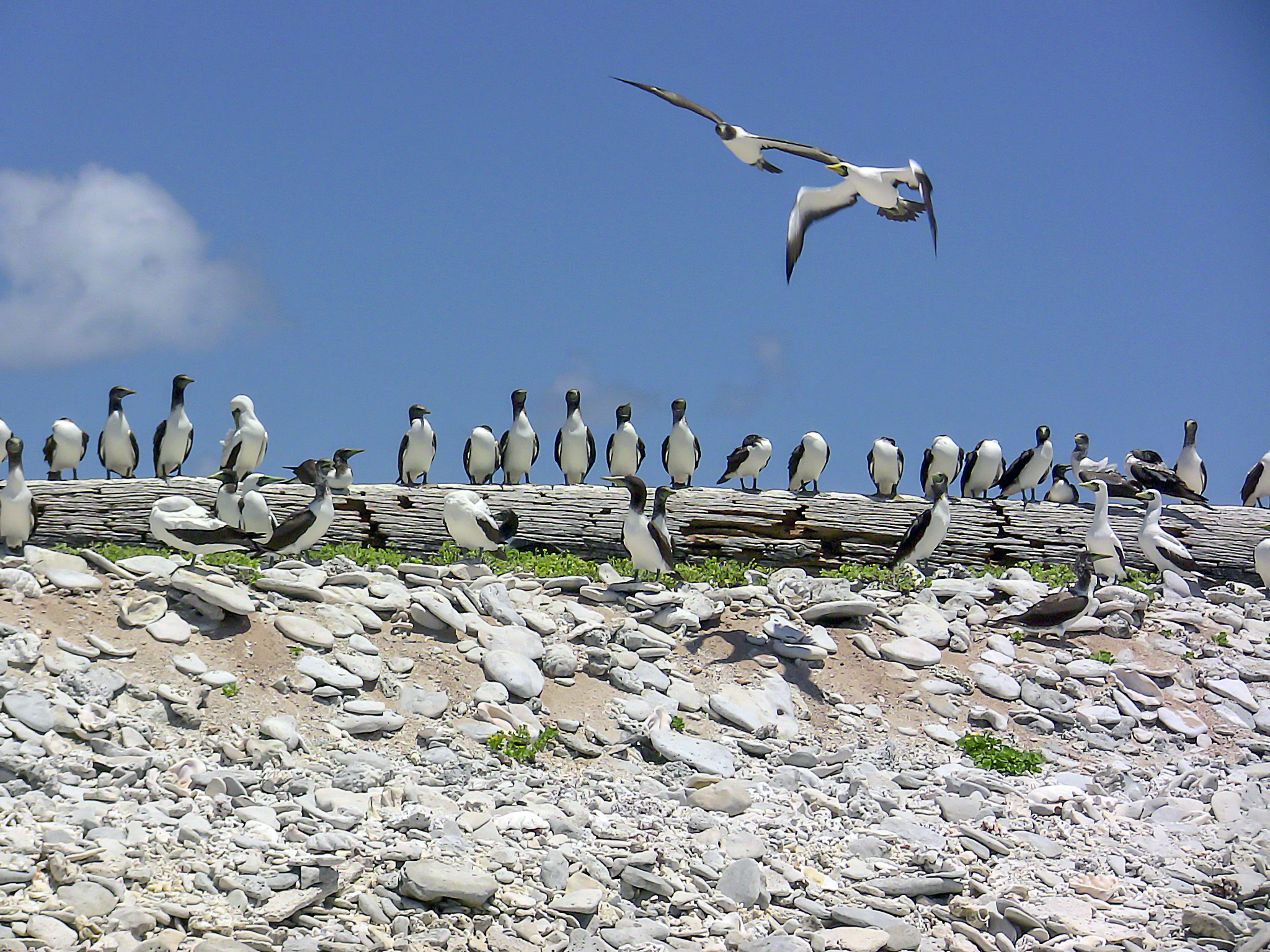
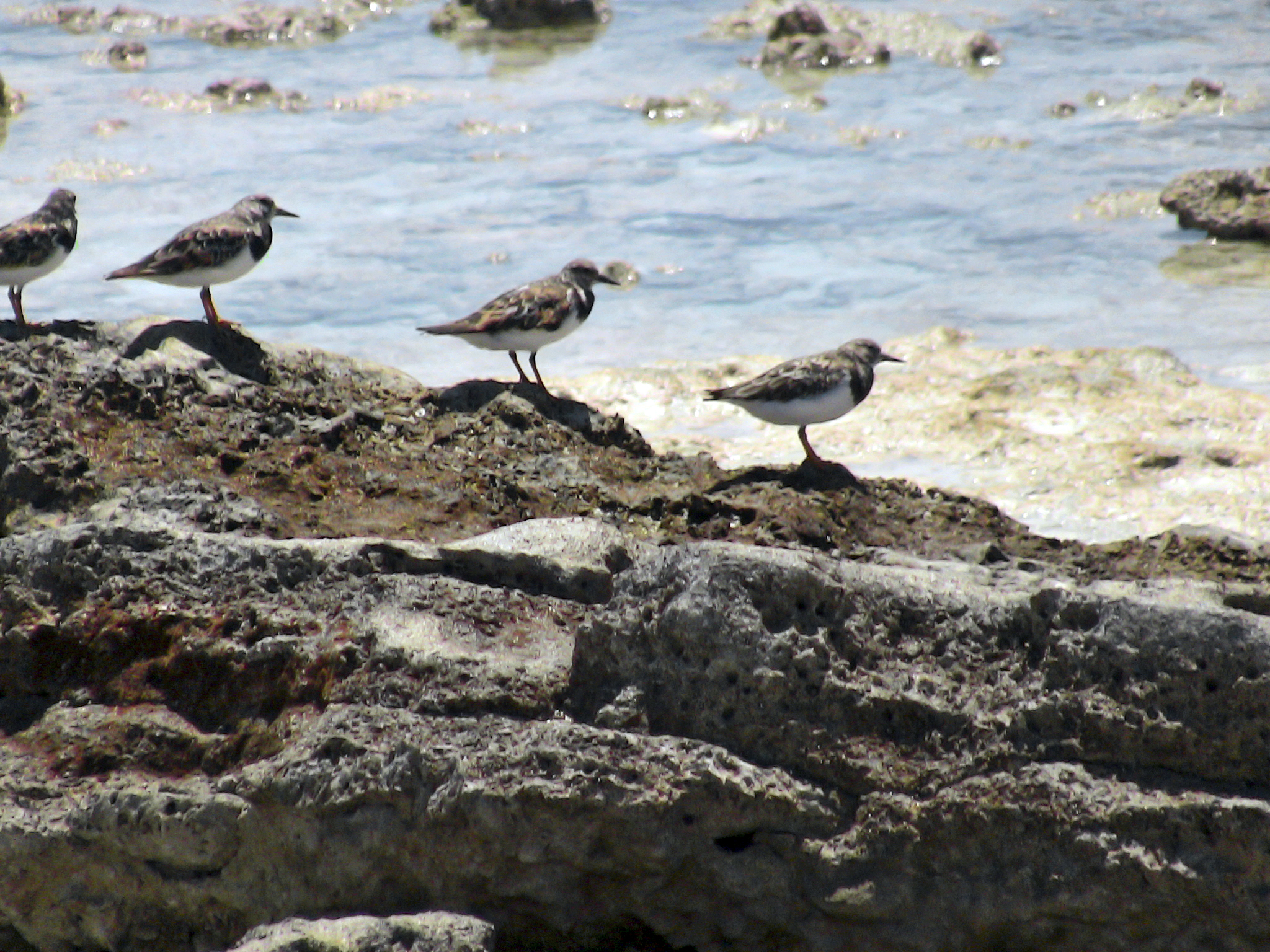
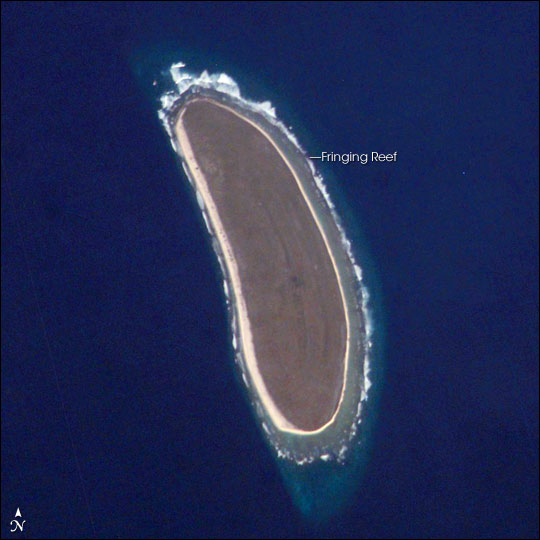
نمای هوایی جزیره هاولند
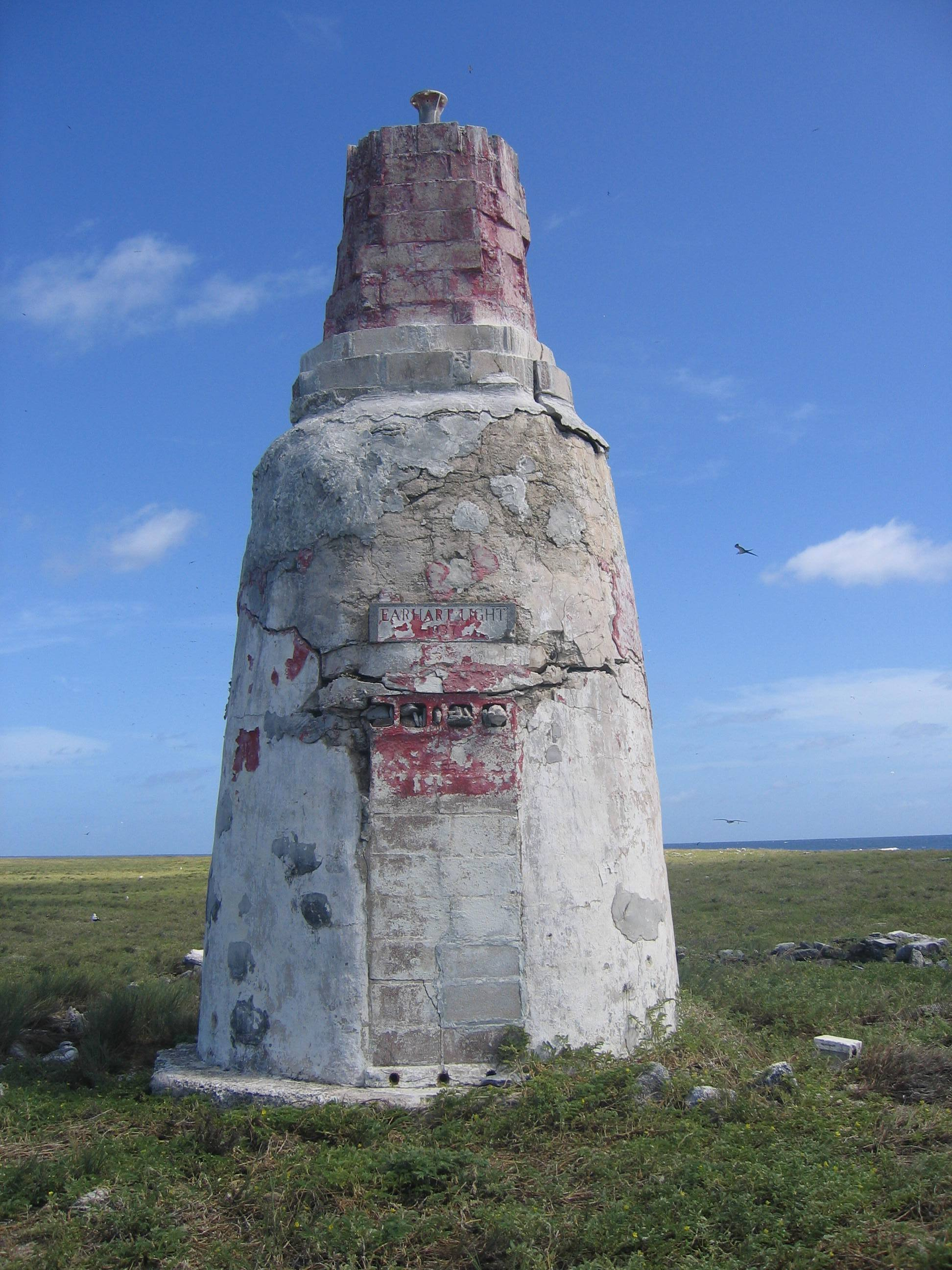
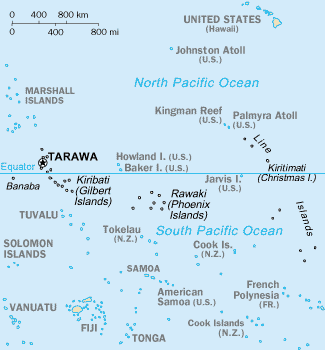